# Dance on a Volcano
Dance on a Volcano (englisch für ‚Tanz auf dem Vulkan‘) ist ein Lied der britischen Rockband Genesis, das im Februar 1976 als Teil des Albums A Trick of the Tail erschien.

## Entstehung und Veröffentlichung
Getextet, komponiert und produziert wurde das Lied gemeinsam von den Genesis-Mitgliedern Tony Banks, Phil Collins, Steve Hackett und Mike Rutherford. Bei der Produktion erhielt die Band Unterstützung durch David Hentschel.
Rutherford sagte hierzu: „Dance on a Volcano, der erste Titel für A Trick of the Tail, entstand wie von selbst, floss quasi aus uns heraus. Er klang dunkel und wirkte durch die interessanten Akkorde und Taktarten bombastisch. Ich hatte das Gefühl, das jeder, der das Intro hörte, darin die Entwicklungsrichtung der Band erkennen würde.“ Dazu ergänzte er, dass das Lied alles verkörpere, was Genesis gut gekonnt hätten.
Der Song verwendet größtenteils den ungeraden 7/8-Takt.
Die Erstveröffentlichung von Dance on a Volcano erfolgte am 20. Februar 1976 bei Charisma Records, als Teil des siebten Genesis-Studioalbums A Trick of the Tail (Katalognummer: 6369 974).

## Inhalt
Der Liedtext handele von einer Vulkanbesteigung, vielleicht als eine Art Metapher für eine sehr schwere Aufgabe, die von vielen nicht geschafft werde.
An einer Textzeile werden vulkanische Giftgase mit Grünkreuz und Blaukreuz beschrieben, Kampfstoffkennzeichnungen im Ersten Weltkrieg:
| “On your left and on your right. Crosses are green and crosses are blue. Your friends didn't make it through.” – Originalauszug | „Links und rechts. Kreuze sind grün und Kreuze sind blau. Deine Freunde haben es nicht geschafft.“ – Übersetzung |

## Besetzung
- Tony Banks – Begleitgesang, Klavier, Orgel, Synthesizer
- Phil Collins – Begleitgesang, Leadgesang, Schlagzeug
- Steve Hackett – E-Gitarre
- Mike Rutherford – Bassgitarre, Basspedale

## Rezensionen
„Der Auftakt ist ein Paukenschlag mit Dance on a Volcano, einem prägnanten Prog-Epos, das die Fähigkeit der Band unter Beweis stellt, eine filmreife Stimmung zu erzeugen. Der bildhafte Text stellt den Hörer vor die skurrile Herausforderung des Titels und zeichnet dessen Nervenkitzel und Gefahren in groben Zügen nach. Die Musik verleiht diesem Szenario dramatische Spannung, indem sie ihre Melodie auf rasanten, stetig ansteigenden Phrasen aufbaut, die in der triumphalen Hook gipfeln, die den Satz Better start doing it right unterstreicht. […] Noch wichtiger: Der mitreißende und zugleich sorgfältig ausgearbeitete Stil überzeugte die Fans davon, dass die Prog-Rock-Fähigkeiten der Gruppe unversehrt geblieben waren.“